# Lesinurad
Lesinurad (nome comercial Zurampic) é um inibidor da reabsorção do ácido úrico usado no tratamento da hiperuricémia associada à gota. Foi aprovado pela FDA em dezembro de 2015. No mesmo mês teve parecer positivo da EMA tendo vindo a ser autorizado em fevereiro de 2016. 